# Tetragnatha phaeodactyla
Tetragnatha phaeodactyla là một loài nhện trong họ Tetragnathidae.
Loài này thuộc chi Tetragnatha. Tetragnatha phaeodactyla được miêu tả năm 1911 bởi Kulczynski.